# 4 VD 14,5/12-1 SRW
Der 4 VD 14,5/12-1 SRW ist ein Vierzylinder-Dieselmotor des VEB IFA Motorenwerke Nordhausen, der von 1967 bis 1990 rund eine Million Mal gefertigt wurde. Dieser Verbrennungsmotor war einer der Standardmotoren für Industrie und Landwirtschaft in der DDR und im RGW-Gebiet.

## Technik
Der 4 VD 14,5/12-1 SRW ist ein wassergekühlter Viertakt-Reihendieselmotor mit vier Zylindern. Die Gemischaufbereitung erfolgt mittels mechanischer Direkteinspritzung. Die Bohrung beträgt 120 mm, der Hub 145 mm, der Hubraum fasst 6560 cm³. Die Zündfolge ist 1–3–4–2. In der Standardausführung leistet der Motor 92 kW (125 PS) und liefert ein Drehmoment von 422 Nm. Die Kolbenbauform (M-Verfahren) wurde von MAN lizenziert. Der Motor wurde in den Varianten 4 VD 14,5/12-1 SRW und 4 VD 14,5/12-2 SRW produziert, letzte vor allem für die NVA. Die Bezeichnung 4 VD 14,5/12-1 SRW steht für 4-Zylinder-Viertakt-Diesel, Hub 14,5 cm / Bohrung 12 cm, – Baureihe 1, Stehend, Reihe, Wassergekühlt.

### Kurbelgehäuse
Das Kurbelgehäuse des Motors besteht aus Grauguss, die Kurbel- und Nockenwelle sind fünffach gelagert, das mittlere Kurbelwellenlager ist ein Axiallager. Die Nockenwelle wird über ein Zwischenrad im Steuergehäuse angetrieben, das auch die Einspritzpumpe antreibt. Im Deckel des vorderen Kurbelwellenlagers ist das Gehäuse der Ölpumpe eingebaut. Einige Motorvarianten haben am Einspritzpumpenantrieb einen Drehzahlmesserantrieb.

### Kurbelwelle und Motortrieb

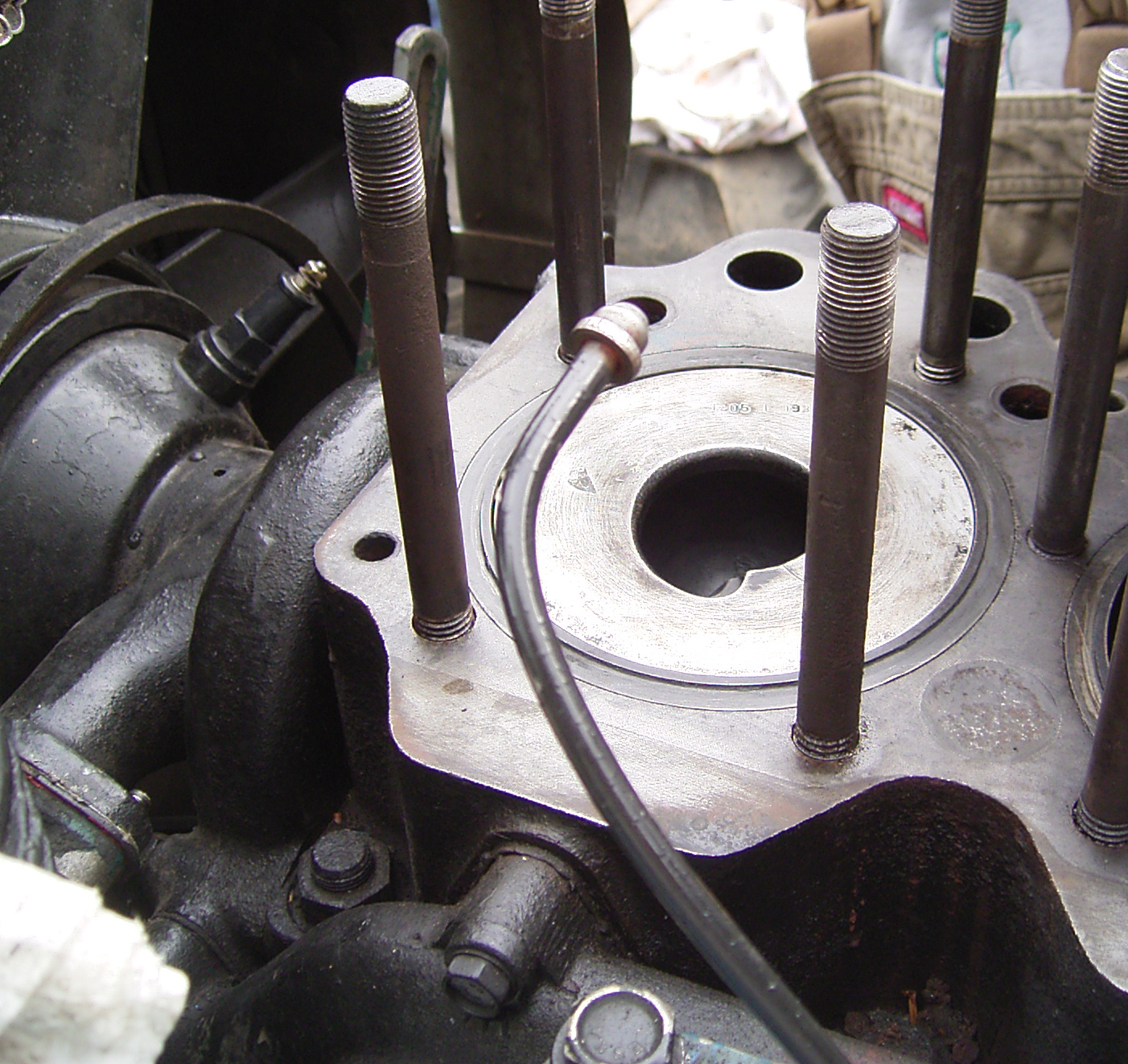
4 VD 14,5/12-1 SRW mit abgeschraubtem Zylinderkopf und sichtbarem Kolben. Gut zu erkennen ist der Mittelkugelbrennraum.

Der Motor hat eine, in tauschbaren Dünnwandlagerschalen gelagerte, geschmiedete Kurbelwelle. Die Lagerzapfen der Kurbelwelle und die der Pleuel sind geschliffen und induktionsgehärtet. Die Gegengewichte sind an den mittleren und äußeren Kurbelwangen angebracht. Auf der kraftabgebenden Seite des Motors ist das Schwungrad mit der Kurbelwelle verschraubt. An der Steuerseite ist die Kurbelwelle mit einem Zahnrad versehen, das die Ölpumpe und über ein Zwischenrad die Nockenwelle und die Einspritzpumpe antreibt. Die vier Pleuel sind geschmiedet. In jedes kleine Auge ist eine Lagerbuchse eingepresst und in jeden Pleuelfuß eine Dünnwandlagerschale eingesetzt. Im Pleuel verläuft eine Ölbohrung, durch die das zur Schmierung und Kühlung des Kolbenbolzens notwendige Öl aus einer Spritzdüse vom kleinen Pleuelauge aus gedrückt wird. Der durch zwei Sicherungsringe im Kolben fixierte Kolbenbolzen ist sowohl im Pleuel als auch im Kolben schwimmend gelagert. Der Kolben ist aus einer warmfesten Leichtmetalllegierung gegossen. Der Brennraum ist kugelförmig in Kolbenmitte. Der Kolben hat zwei Kompressionsringe und einen Ölabstreifring, der Ringträger für den ersten Kompressionsring ist in den Kolben eingegossen. Die nassen Zylinderlaufbuchsen sind aus Schleuderguss hergestellt, zwei Gummidichtringe am unteren Laufbuchsenbund dichten zum Kurbelgehäuse hin ab. Der Motor hat zwei wie das Kurbelgehäuse aus Grauguss hergestellte Zylinderblöcke, die aus jeweils zwei Zylindern bestehen. Der Motor hat somit zwei Zylinderköpfe, jeder für zwei Zylinder.

### Motorsteuerung
Der Motor arbeitet mit hängenden Ventilen. Die Nockenwelle seitlich am Zylinderblock ist dabei über das erwähnte Zwischenrad im Steuergehäuse zahnradgetrieben. Jeder Zylinderkopf hat vier Ventile, die über Pilzstößel, Stoßstangen und Kipphebel bewegt werden; die Einspritzventile werden durch einen Druckflansch am Zylinderkopf gehalten. Die Ventilsitzringe sind aus wärme- und verschleißfestem Material hergestellt. Der Kraftstoff wird direkt in die Kolbenmulden eingespritzt.

### Kühlung
Der wassergekühlte Motor hat eine permanent mitlaufende Kreiselpumpe, die über einen Keilriemen direkt von der Kurbelwelle aus angetrieben wird. Ein Thermostat regelt den Kühlmitteldurchsatz. Ab 80 °C Motortemperatur wird das Kühlmittel auch durch den Kühler geleitet, vorher durchfließt es lediglich den Motor. Dies geschieht, um den Motor schneller auf Betriebstemperatur zu bringen. Der Lüfter des Motors läuft ständig mit. Einige Motorvarianten weichen jedoch davon ab und haben einen sich erst später zuschaltenden Lüfter, der ab 92 °C Kühlmitteltemperatur von einem Temperatursensor mithilfe einer elektromagnetischen Lüfterschaltkupplung zugeschaltet wird.

### Schmierung
Die im Kurbelwellenlagerdeckel eingebaute Zahnradölpumpe saugt das Öl aus der Ölwanne ab und erzeugt den nötigen Öldruck, der für die Schmierung des Motors erforderlich ist. Das Öl wird im Hauptstrom von einem Siebscheibenfilter gereinigt, im Nebenstrom reinigt eine Zentrifuge das Öl. Alternativ zum Siebscheibenfilter gibt es auch Ausführungen mit Papierwechselfilter und Wartungsanzeiger. Die Schmierung der Einspritzpumpe und des Kolbenverdichters können an den Ölkreislauf des Motors angeschlossen sein oder auch separat geschmiert werden. Die Ölkühlung des Motors erfolgt mittels Evolventen- oder Rohrbündelwärmeübertrager, letzter vor allem in Motorvarianten des IFA W50.

### Kraftstoffanlage

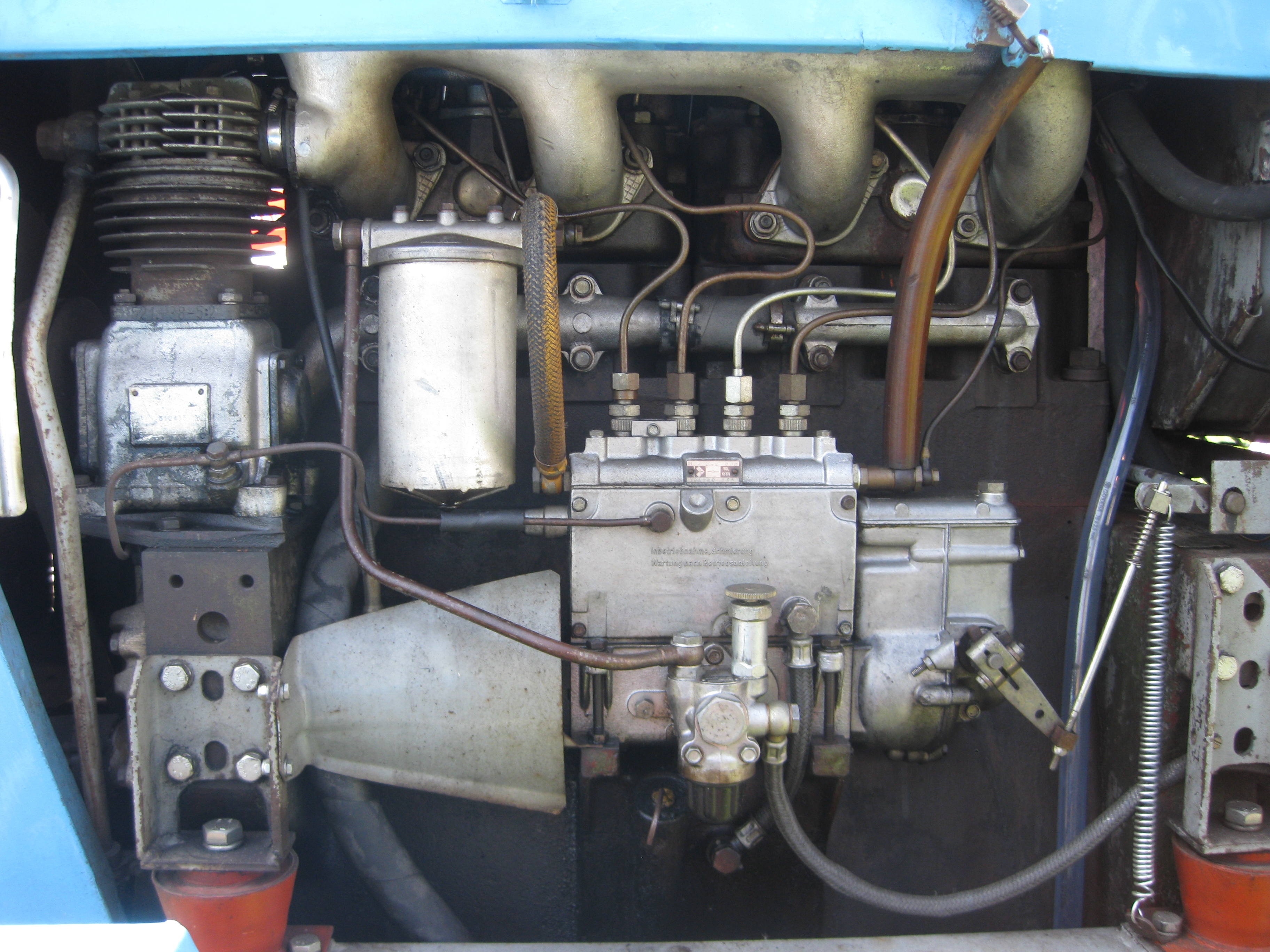
Oben links: Luftkompressor,
rechts daneben: Kraftstofffiltergehäuse
Mitte: Einspritzpumpe

Der Kraftstoff wird von einer Reiheneinspritzpumpe in die Einspritzdüsen gepresst. Die Reiheneinspritzpumpe ist mit einem Drehzahlregler, einem Kraftstoffvorfilter und einer Einspritzpumpenkupplung ausgerüstet. Einige Varianten des Motors haben statt der Pumpenkupplung einen Spritzversteller. Der Drehzahlregler der Kraftstoffpumpe ist ein Verstelldrehzahlregler oder ein Leerlauf-Enddrehzahlregler. Die als Fliehkraftregler ausgelegten Drehzahlregler werden von der Nockenwelle der Einspritzpumpe mit angetrieben. Der Verstelldrehzahlregler kann alle Motordrehzahlen regeln, während der Leerlauf-Enddrehzahlregler nur die Leerlauf- und Enddrehzahl regelt. Zur Reinigung des Kraftstoffs dient eine auswechselbare Papierzellstoffpatrone.

### Kompressor und anderes
Motorvarianten für Kraftfahrzeuge haben einen Kompressor für die Druckluftbremsanlage, der als einstufiger, luftgekühlter Kolbenverdichter ausgeführt ist und über einen Keilriemen von der Kurbelwelle angetrieben wird. Er ist an der Luftansaugseite des Motors angebaut. Die zu verdichtende Luft wird vom Krümmer her angesaugt. Das Kompressorgehäuse ist nicht geteilt, die darin laufende Kurbelwelle ist geschmiedet und zweifach in Rillenkugellagern gelagert. Das Pleuel ist auf der Kurbelwelle nadelgelagert, der Kolbenbolzen lagert in einer in das Pleuelauge eingepressten Sintereisenbuchse. Der Kolben hat zwei Kompressionsringe und einen Ölabstreifring. Geschmiert wird mittels Schleuderschmierung, die Ventile sind Plattenventile.

### Kaltstartanlage
Die Kaltstartanlage basiert auf dem Funktionsprinzip der Flammstartanlage. Ihre Hauptbauteile sind Magnetventil, Startgerät, Glühüberwacher, Zündanlassschalter, Kraftstoffversorgung und Verkabelung. Das sogenannte Startgerät – eine Art Einspritzdüse mit Glühwendel – mündet in das Ansaugrohr.
Glühanlassschalter, Glühwendel im Startgerät, Glühüberwacher und das Magnetventil sind elektrisch in Reihe angeschlossen, das Magnetventil eingangs an den Kraftstoffhauptfilter und ausgangs an das Startgerät. Des Weiteren hat das Magnetventil einen Anschluss für den Kraftstoffrücklauf. Wird der Glühanlassschalter in Stellung I gebracht, schaltet das Magnetventil die Kraftstoffversorgung zum Startgerät durch. Gleichzeitig erhitzen sich die Glühwendeln des Glühüberwachers und des Startgeräts. Wird nun nach einigen Sekunden der Startanlassschalter auf die Startposition gedreht, dreht der Starter den Motor durch, Kraftstoffdruck baut sich auf und das Startgerät wird mit Kraftstoff versorgt. Kraftstoff verdampft an der erhitzten Wendel des Startgerätes, entzündet sich teilweise und erwärmt damit die angesaugte Luft im Ansaugrohr. Durch die vorgewärmte Ansaugluft werden die Wärme- und Gasverluste im Zylinder bei kaltem Motor soweit ausgeglichen, dass eine sichere Selbstzündung des eingespritzten Kraftstoffs im Motor möglich wird.

### Elektrik
Der Motor hat einen elektrischen Schubankeranlasser, der am Kurbelgehäuse an der Auspuffseite mit Haltebügeln befestigt ist. Der Anlasser ist ein vierpoliger 24-V-Gleichstromreihenschlussmotor, der 4 kW leistet. Der Motor hat eine Drehstromlichtmaschine mit elektronischem Regler, sie befindet sich wie der Anlasser auf der Auspuffseite des Motors und wird über einen Keilriemen von der Kurbelwelle angetrieben.

## Technische Daten
Der Motor wurde in sieben Grundvarianten hergestellt. Es gab keine Bezeichnung für die unterschiedlichen Grundvarianten, die Motoren wurden stattdessen anhand ihrer Einsatzgebiete unterschieden:
| Motor                          | Hubraum          | Verdichtung | Leistung bei 1/min  | Drehmoment bei 1/min | Spezifischer Kraftstoffverbrauch | Minimaler Kraftstoffverbrauch | Spezifischer Ölverbrauch |
| ------------------------------ | ---------------- | ----------- | ------------------- | -------------------- | -------------------------------- | ----------------------------- | ------------------------ |
| Stationärmotor A               | 6,6 l (6560 cm³) | 18:1        | 48 kW (65 PS)/1500  | 353 Nm/1200          | 222 g/kWh                        | 218 g/kWh                     | 100 g/h                  |
| Stationärmotor B               | 6,6 l (6560 cm³) | 18:1        | 58 kW (79 PS)/1800  | 353 Nm/1200          | 222 g/kWh                        | 218 g/kWh                     | 100 g/h                  |
| ZT 320                         | 6,6 l (6560 cm³) | 18:1        | 74 kW (100 PS)/1800 | 422 Nm/1350          | 230 g/kWh                        | 218 g/kWh                     | 100 g/h                  |
| ZT 300                         | 6,6 l (6560 cm³) | 18:1        | 74 kW (100 PS)/1800 | 422 Nm/1350          | 238 g/kWh                        | 218 g/kWh                     | 100 g/h                  |
| Nutzkraftwagen (z. B. IFA W50) | 6,6 l (6560 cm³) | 18:1        | 92 kW (125 PS)/2300 | 422 Nm/1350          | 238 g/kWh                        | 218 g/kWh                     | 125 g/h                  |
| E 512                          | 6,6 l (6560 cm³) | 18:1        | 77 kW (105 PS)/2000 | 392 Nm/1350          | 238 g/kWh                        | 218 g/kWh                     | 125 g/h                  |
| E 514                          | 6,6 l (6560 cm³) | 18:1        | 85 kW (115 PS)/2000 | 422 Nm/1400          | 238 g/kWh                        | 218 g/kWh                     | 125 g/h                  |

## Bedeutung und Hintergründe
Nach der Umstrukturierung des Schlepperwerks Nordhausen zum VEB IFA Motorenwerke Nordhausen wurde die Produktion des Wirbelkammerdieselmotors EM 4 vom VEB Sachsenring nach Nordhausen verlegt. Währenddessen war in Ludwigsfelde eine neue Lkw-Fabrik errichtet worden, um ab 1965 den neuen, in Werdau entwickelten Lastkraftwagen IFA W50 zu fertigen. Die Leistung des EM 4 von 66 kW (90 PS) war jedoch für diesen Lkw nicht ausreichend. Aus Zeitmangel wurde der EM 4 zum 4 KVD 14,5/12 aufgebohrt, anstatt einen neuen Motor zu entwickeln. Dieser Motor war unausgereift. Eine eigene Weiterentwicklung in der DDR war in den 1960er-Jahren jedoch nicht ohne weiteres möglich, weshalb 1965 ein grundlegend neues Einspritzverfahren, das vom westdeutschen MAN-Konzern stammte, lizenziert übernommen wurde.  Noch 1965 begann unter der Leitung von Günter Caspari mit 150 Mitarbeitern die Entwicklung eines modifizierten Motors. Für die Produktion des Motors wurden gegen Ende der 1960er-Jahre in der DDR große Fertigungskapazitäten geschaffen, 1967 lief die Serienproduktion des nun fertiggestellten 4 VD 14,5/12-1 SRW an. Das neue Brennraumverfahren führte im Vergleich zum EM 4 zu einem rund 15 Prozent geringeren Kraftstoffverbrauch. Zunächst gab es Schwierigkeiten mit der Qualität und der Zuverlässigkeit des Motors, die ab 1969 behoben wurden.
Der 4 VD 14,5/12-1 SRW galt als sehr langlebiger Motor und war mit etwa einer Million produzierten Einheiten der meistgebaute Dieselmotor der DDR. Durch seine lange Bauzeit von 23 Jahren wurde er zum Standardmotor für Industrie und Landwirtschaft. Er wurde vor allem durch den Export des Lastwagens W50 verbreitet. Außerhalb der DDR bauten andere Hersteller den Motor in ihre Produkte ein, unter anderem im Midibus Ikarus 211.

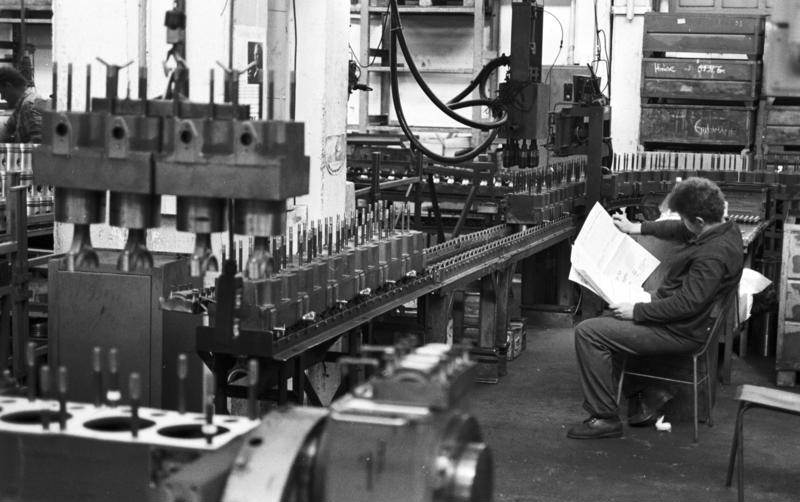
Produktionshalle, September 1990

Ab Mitte der 1970er-Jahre wurde am stärkeren Nachfolgemotor 6 VD 13,5 / 12 SRF gearbeitet, der ab 1977 den veralteten 4 VD 14,5/12-1 SRW ersetzen sollte. Erreicht werden sollte unter anderem, die 50 DM Lizenzgebühr pro Motor nicht weiter zahlen zu müssen. Wirtschaftspolitische Veränderungen in der DDR verhinderten dies zunächst. Erst ab 1987 wurde der 132 kW (180 PS) starke 6 VD 13,5 / 12 SRF im Nachfolger des IFA W50, dem IFA L60, eingebaut. Die Motorenproduktion lief in Nordhausen kurz nach der Wende aus.

## Motorenfamilie
Der 4 VD 14,5/12-1 SRW war ein Vertreter der bereits seit den späten 1950ern produzierten Motorenbaureihe VD 14,5/12. Diese beinhaltete sowohl wasser- als auch luftgekühlte Varianten mit 2 bis 6 Zylindern, die vom 14,5/12-1 SRW abgesehen im Traktorenwerk Schönebeck produziert wurden. Der 4 VD 14,5/12-1 wurde in der Variante SRL außerdem im Dieselmotorenwerk Roßlau produziert. Hersteller anderer Dieselmotor-Familien in der DDR waren das Motorenwerk Cunewalde, die Robur-Werke, das Dieselkraftmaschinenwerk Karl-Marx-Stadt und Anfangs noch das Horch-Werk.